# چکاوک رنگ‌پریده
چکاوک رنگ‌پریده (نام علمی: Eremophila pallida) نام یک گونه از تیره گل‌میمونیان است.